# Lebaata
Lebaata is een bestuurslaag in het regentschap Lembata van de provincie Oost-Nusa Tenggara, Indonesië. Lebaata telt 173 inwoners (volkstelling 2010).